# Pignols
Pignols est une commune française située dans le département du Puy-de-Dôme, en région Auvergne-Rhône-Alpes.
Elle fait partie de l'aire d'attraction de Clermont-Ferrand. Ses habitants sont appelés les Pignolais et les Pignolaises.[réf. souhaitée]

## Géographie

### Localisation
| Laps         |             |          |
|              | Pignols     | Sallèdes |
| Vic-le-Comte | Saint-Babel |          |

### Climat
Pour des articles plus généraux, voir Climat d'Auvergne-Rhône-Alpes et Climat du Puy-de-Dôme.
En 2010, le climat de la commune est de type climat des marges montargnardes, selon une étude du Centre national de la recherche scientifique s'appuyant sur une série de données couvrant la période 1971-2000. En 2020, Météo-France publie une typologie des climats de la France métropolitaine dans laquelle la commune est exposée à un climat de montagne ou de marges de montagne et est dans la région climatique  Nord-est du Massif Central, caractérisée par une pluviométrie annuelle de 800 à 1 200 mm, bien répartie dans l’année. 
Pour la période 1971-2000, la température annuelle moyenne est de 10 °C, avec une amplitude thermique annuelle de 15,8 °C. Le cumul annuel moyen de précipitations est de 923 mm, avec 8,8 jours de précipitations en janvier et 7,1 jours en juillet. Pour la période 1991-2020, la température moyenne annuelle observée sur la station météorologique de Météo-France la plus proche, « Fayet-le-Château », sur la commune de Fayet-le-Château à 11 km à vol d'oiseau, est de 11,2 °C et le cumul annuel moyen de précipitations est de 889,9 mm,. Pour l'avenir, les paramètres climatiques de la commune estimés pour 2050 selon différents scénarios d'émission de gaz à effet de serre sont consultables sur un site dédié publié par Météo-France en novembre 2022.

## Urbanisme

### Typologie
Au 1er janvier 2024, Pignols est catégorisée commune rurale à habitat dispersé, selon la nouvelle grille communale de densité à sept niveaux définie par l'Insee en 2022.
Elle est située hors unité urbaine. Par ailleurs la commune fait partie de l'aire d'attraction de Clermont-Ferrand, dont elle est une commune de la couronne,. Cette aire, qui regroupe 209 communes, est catégorisée dans les aires de 200 000 à moins de 700 000 habitants,.

### Occupation des sols
L'occupation des sols de la commune, telle qu'elle ressort de la base de données européenne d’occupation biophysique des sols Corine Land Cover (CLC), est marquée par l'importance des territoires agricoles (52,5 % en 2018), une proportion identique à celle de 1990 (52,5 %). La répartition détaillée en 2018 est la suivante : forêts (47,5 %), terres arables (21,5 %), zones agricoles hétérogènes (19,5 %), prairies (11,5 %). L'évolution de l’occupation des sols de la commune et de ses infrastructures peut être observée sur les différentes représentations cartographiques du territoire : la carte de Cassini (XVIIIe siècle), la carte d'état-major (1820-1866) et les cartes ou photos aériennes de l'IGN pour la période actuelle (1950 à aujourd'hui).

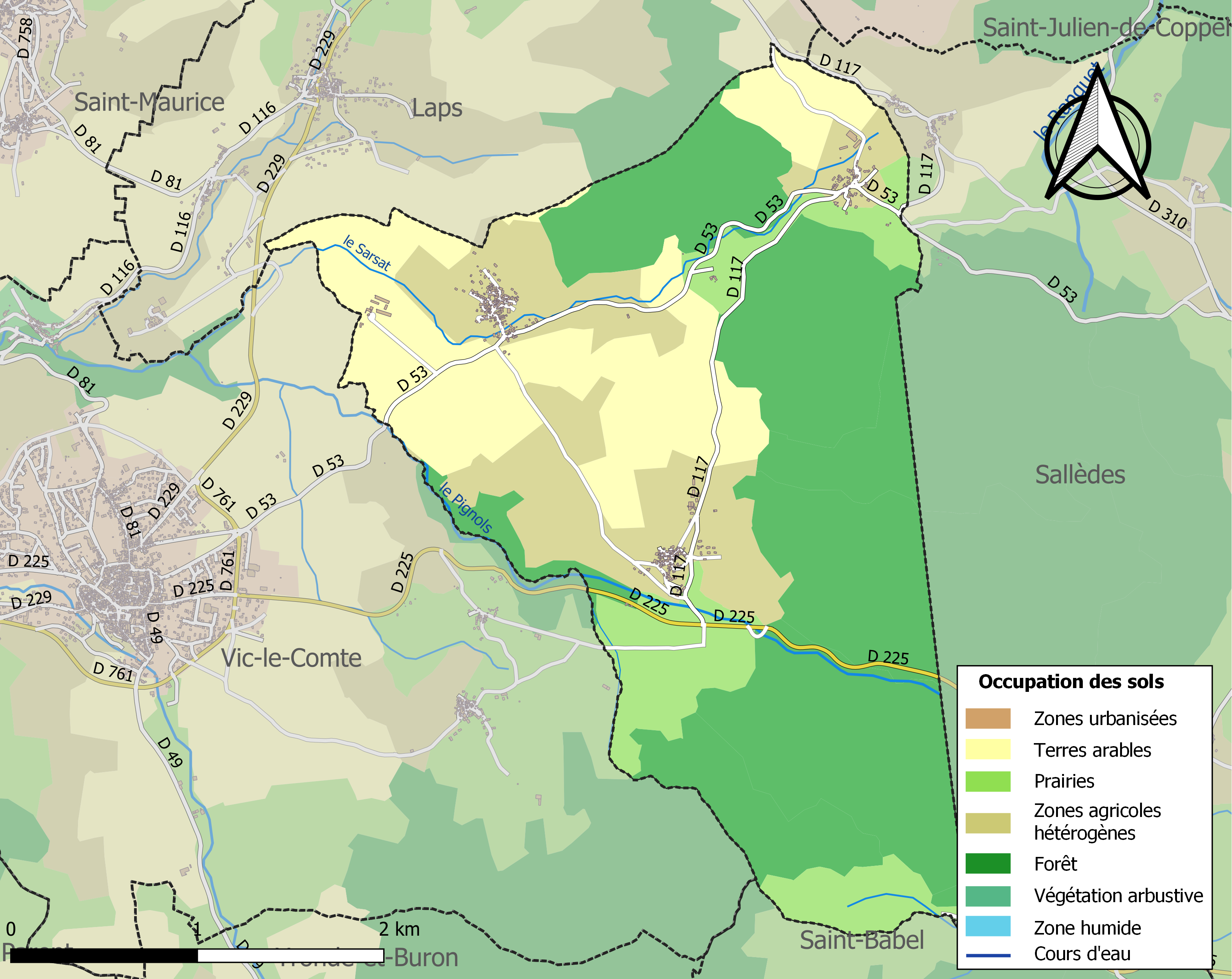
Carte des infrastructures et de l'occupation des sols de la commune en 2018 (CLC).

## Politique et administration

### Découpage territorial
La commune de Pignols est membre de la communauté de communes Mond'Arverne Communauté, un établissement public de coopération intercommunale (EPCI) à fiscalité propre créé le 1er janvier 2017 siégeant à Veyre-Monton, et par ailleurs membre d'autres groupements intercommunaux. De 2002 à 2016, elle était membre de la communauté de communes Allier Comté Communauté.
Sur le plan administratif, elle est rattachée à l'arrondissement de Clermont-Ferrand, à la circonscription administrative de l'État du Puy-de-Dôme et à la région Auvergne-Rhône-Alpes.
Sur le plan électoral, elle dépend du canton de Vic-le-Comte pour l'élection des conseillers départementaux, depuis le redécoupage cantonal de 2014 entré en vigueur en 2015, et de la quatrième circonscription du Puy-de-Dôme pour les élections législatives, depuis le dernier découpage électoral de 2010.

### Élections municipales et communautaires

#### Élections de 2020
Le conseil municipal de Pignols, commune de moins de 1 000 habitants, est élu au scrutin majoritaire plurinominal à deux tours avec candidatures isolées ou groupées et possibilité de panachage. Compte tenu de la population communale, le nombre de sièges à pourvoir lors des élections municipales de 2020 est de 11. Sur les vingt-deux candidats en lice, dix ont été élus au premier tour, le 15 mars 2020, avec un taux de participation de 71,01 %, Le conseiller restant à élire est élu au second tour, qui se tient le 28 juin 2020 du fait de la pandémie de Covid-19, avec un taux de participation de 55,80 %.

#### Chronologie des maires
| Période                                  | Période                    | Identité                        | Étiquette | Qualité  |
| ---------------------------------------- | -------------------------- | ------------------------------- | --------- | -------- |
| Les données manquantes sont à compléter. |                            |                                 |           |          |
| 1800                                     | 1826                       | Dominique Mantaigue             |           |          |
| 1826                                     | 1849                       | Jean-Baptiste Mallye-Fournier   |           |          |
| 1849                                     | 1865                       | Jean-Baptiste Lacroix-Chalmette |           |          |
| 1865                                     | 1870                       | Antoine Roussel-Pressoirat      |           |          |
| 1870                                     | 1871                       | Jean-Baptiste Lacroix-Cibrand   |           |          |
| 1871                                     | 1876                       | François Roussel-Ciquard        |           |          |
| 1876                                     | 1900                       | Jean Lacroix-Vacher             |           |          |
| ...                                      | ...                        | ...                             | ...       | ...      |
| 2001                                     | 2008                       | Didier Szenknecht               |           |          |
| 2008                                     | 2020                       | Christophe Georges              |           |          |
| 2020                                     | En cours (au 30 août 2020) | Paul Gauthier                   |           | Retraité |

## Population et société

### Démographie
L'évolution du nombre d'habitants est connue à travers les recensements de la population effectués dans la commune depuis 1793. Pour les communes de moins de 10 000 habitants, une enquête de recensement portant sur toute la population est réalisée tous les cinq ans, les populations de référence des années intermédiaires étant quant à elles estimées par interpolation ou extrapolation. Pour la commune, le premier recensement exhaustif entrant dans le cadre du nouveau dispositif a été réalisé en 2007.

En 2022, la commune comptait 340 habitants, en évolution de +1,8 % par rapport à 2016 (Puy-de-Dôme : +2,1 %, France hors Mayotte : +2,11 %).
| 1793 | 1800 | 1806 | 1821 | 1831 | 1836 | 1841 | 1846 | 1851 |
| ---- | ---- | ---- | ---- | ---- | ---- | ---- | ---- | ---- |
| 800  | 398  | 428  | 422  | 443  | 495  | 490  | 489  | 505  |

| 1856 | 1861 | 1866 | 1872 | 1876 | 1881 | 1886 | 1891 | 1896 |
| ---- | ---- | ---- | ---- | ---- | ---- | ---- | ---- | ---- |
| 506  | 447  | 442  | 438  | 439  | 444  | 420  | 392  | 382  |

| 1901 | 1906 | 1911 | 1921 | 1926 | 1931 | 1936 | 1946 | 1954 |
| ---- | ---- | ---- | ---- | ---- | ---- | ---- | ---- | ---- |
| 419  | 365  | 324  | 278  | 258  | 265  | 217  | 189  | 184  |

| 1962 | 1968 | 1975 | 1982 | 1990 | 1999 | 2006 | 2007 | 2012 |
| ---- | ---- | ---- | ---- | ---- | ---- | ---- | ---- | ---- |
| 161  | 152  | 150  | 222  | 231  | 210  | 268  | 276  | 314  |

| 2017 | 2022 | - | - | - | - | - | - | - |
| ---- | ---- | - | - | - | - | - | - | - |
| 338  | 340  | - | - | - | - | - | - | - |

## Culture locale et patrimoine

### Lieux et monuments
- Église Sainte-Madeleine protégée par l'association « Triangle » de Jean-Paul Longin et ses peintures du XIIIe siècle découvertes en 1986 et restaurées par Philippe Fontaine et Yves Morvan[24],[25],[26],[27],[28]. Édifice inscrit à l'inventaire des monuments historiques le 28 octobre 1993.

### Patrimoine naturel
- La commune de Pignols est adhérente du parc naturel régional Livradois-Forez.

### Personnalités liées à la commune
- Maurice Lacroix (né à Pignols en 1893 et mort à Champeix en 1989), helléniste, enseignant, lexicographe, résistant, syndicaliste et ancien député de la Seine, membre de la première Assemblée nationale constituante de la Quatrième République française en 1945-1946. Son père fut maire de Pignols[29].